# Diocèse de Lead

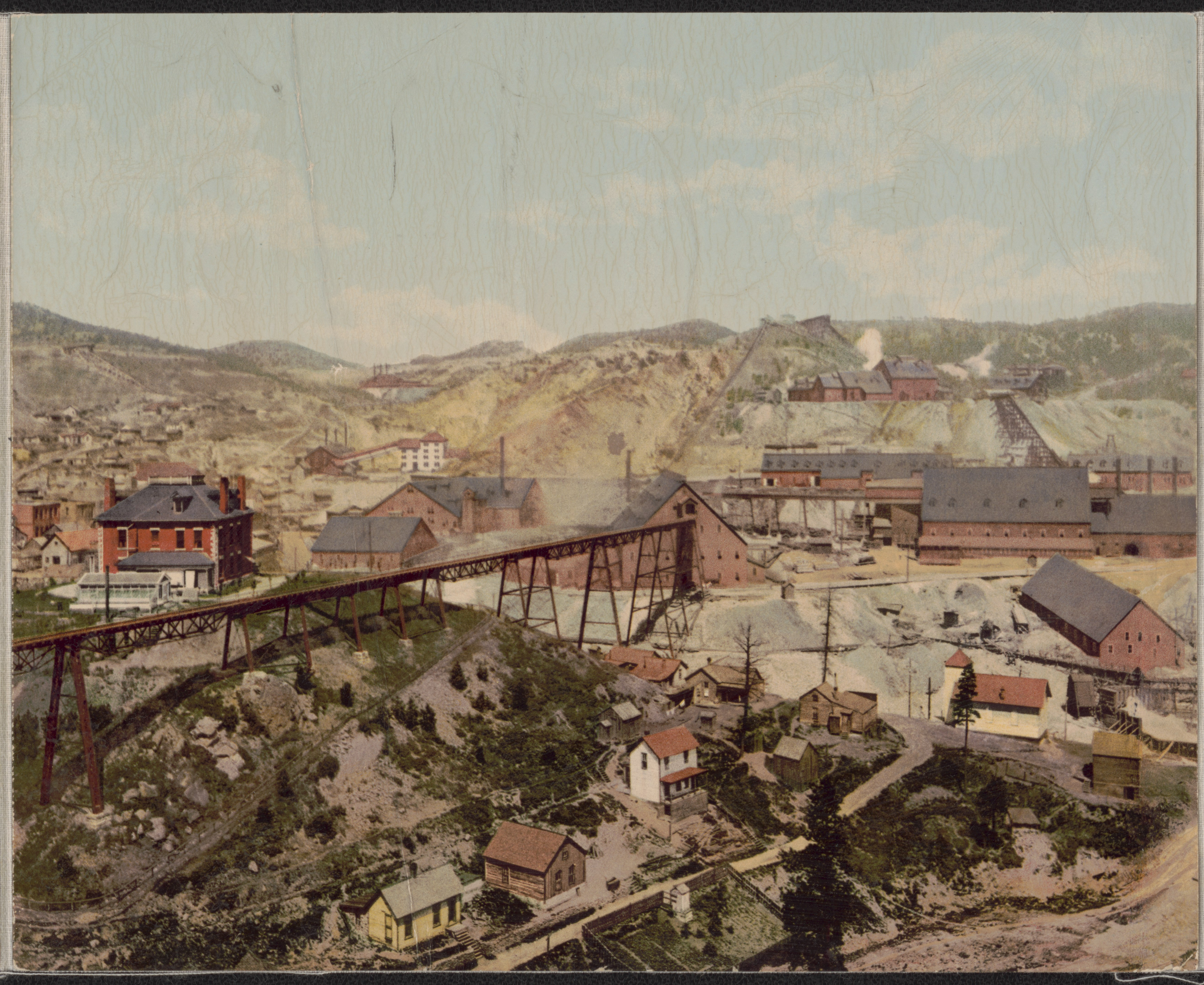
Lead City, Dakota du Sud en 1901

Le diocèse de Lead ( Dioecesis Leadensis) est un siège supprimé (titulaire) de l'Église catholique aux États-Unis.

## Histoire
Le diocèse de Lead est érigé le 4 août 1902, recevant son territoire du diocèse de Sioux Falls. Sa cathédrale était la cathédrale Saint-Patrick de Lead dans le Dakota du Sud.
Le 1er août 1930, le siège épiscopal est transféré de Lead à Rapid City et le diocèse prend le nom de diocèse de Rapid City.
Aujourd'hui il s'agit donc d'un siège titulaire; son évêque titulaire est Mgr Perry, évêque auxiliaire de Chicago.

## Évêques titulaires
- Joseph Nathaniel Perry, depuis le 5 mai 1998